# Sarmīte Ēlerte
Sarmīte Ēlerte (Riga, 8 d'abril de 1957) és una política i periodista letona. Va treballar al diari Diena com a cap d'edició des de l'any 1992 fins al 2008 i fou titular del Ministeri de Cultura de Letònia des del 3 de novembre de 2010 fins al 25 d'octubre de 2011.

## Biografia
Elerte es va graduar a la Facultat de Periodisme de la Universitat de Letònia el 1980. De 1978 a 1988 va treballar com a periodista a la revista Māksla Literature. El 1990 va ser nomenada cap del diari de nova creació Diena i dos anys més tard es va convertir en redactora en cap del mencionat diari, on va romandre fins al 2008.
El 1988 es va unir al Front Popular de Letònia, on va organitzar el departament d'informació, després de la victòria de l'esmentat partit a les eleccions de 1990, va ser nomenada directora del Centre d'informació del Consell Suprem de la República de Letònia fins al 1991. Fou membre fundadora, entre altres com Mart Laar, Martti Ahtisaari, Joschka Fischer o George Soros, del Consell Europeu d'Afers Exteriors l'any 2007. A les eleccions de 2010, que van establir la plataforma electoral de la Unitat a Semigàlia, va ser escollida per a diputada del Saeima (Parlament letó). El 3 de novembre 2010 va ser nomenada Ministra de Cultura en el segon govern de Valdis Dombrovskis, fins al 25 d'octubre de 2011.